# Aretha Franklin
Pour les articles homonymes, voir Franklin.
Aretha Louise Franklin, née le 25 mars 1942 à Memphis (Tennessee) et morte le 16 août 2018 à Détroit (Michigan), est une chanteuse, pianiste et autrice-compositrice américaine de soul, jazz, gospel et rhythm and blues. Elle est fréquemment surnommée « The Queen Of Soul » (« la Reine de la Soul »).
Militante des droits civiques aux côtés de Martin Luther King, femme de combat, diva et porte-parole de tout un peuple, Aretha Franklin est considérée comme la chanteuse afro-américaine la plus influente du XXe siècle. Ses albums I Never Loved a Man en 1967, Lady Soul en 1968 et Young, Gifted & Black en 1972 redéfinissent les codes de la musique contemporaine en popularisant avec Ray Charles la soul music mêlant R&B et gospel. On compte parmi ses plus grands tubes les chansons : Think, Respect, (You Make Me Feel Like) A Natural Woman, I Say a Little Prayer, I Never Loved A Man, Ain't No Way, I Knew You Were Waiting en duo avec George Michael, Freeway of Love, Chain of Fools et Angel.
Chain of Fools devient une chanson de protestation contre la guerre du Viêt Nam parmi les combattants américains. Respect devient en 1967 un hymne féministe et le symbole du combat de la communauté afro-américaine pour sa liberté.
L'influence d'Aretha sur la musique contemporaine est grande, ouvrant la voie à d'autres grandes interprètes féminines, qu'il s'agisse de Patti LaBelle, Donna Summer, Natalie Cole ou encore Whitney Houston, Amy Winehouse, Mariah Carey, Mary J. Blige, Beyoncé, Adele ou Alicia Keys. Tom Jones, Elton John, Freddie Mercury, Prince, David Bowie et Luther Vandross notent aussi l'influence de la chanteuse sur leur manière de faire de la musique et de chanter. Aretha Franklin est en effet l’une des premières artistes à s'accompagner au piano et popularise le mélisme dans la musique contemporaine, technique qui consiste à chanter sur plusieurs notes une seule et même syllabe.
Elle est la chanteuse la plus classée dans l'histoire de l'industrie discographique américaine avec 112 titres placés dans les charts américains, dont vingt numéros 1 dans la catégorie R&B. Avec plus de 80 millions d’exemplaires vendus, elle reste aujourd'hui l'artiste féminine ayant vendu le plus de disques vinyles et, plus généralement, une des artistes ayant vendu le plus de disques.
Avec dix-huit Grammy Awards, Aretha Franklin est une des artistes les plus récompensées aux États-Unis. Elle est, en 1987, la première femme à intégrer le Rock and Roll Hall of Fame. Elle reçoit la médaille nationale des arts sous la présidence Bill Clinton et la médaille présidentielle de la Liberté, la plus haute distinction pour un citoyen américain, sous la présidence George W. Bush. En 2009, elle chante à l'investiture de Barack Obama, premier président afro-américain des États-Unis. En 2010 et 2023, le magazine Rolling Stone la place première au classement des meilleurs chanteurs de tous les temps. En 2019, le jury du prix Pulitzer lui décerne à titre posthume la récompense « pour sa contribution indélébile sur la musique et la culture américaine pendant plus de cinq décennies ». En 2020, le magazine Rolling Stone établit son classement des 500 meilleurs albums de tous les temps en collaboration avec trois cents professionnels de la musique. Aretha y place quatre albums : I Never Loved A Man (The Way I Love You) (13e), Lady Soul (75e), Amazing Grace (154e, album gospel le plus vendu de l'histoire) et Young, Gifted & Black (388e).

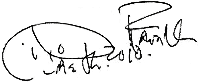
Signature.

À sa mort sont salués son militantisme pour les femmes et la communauté afro-américaine, ainsi que son talent d'artiste.

## Biographie

### Enfance

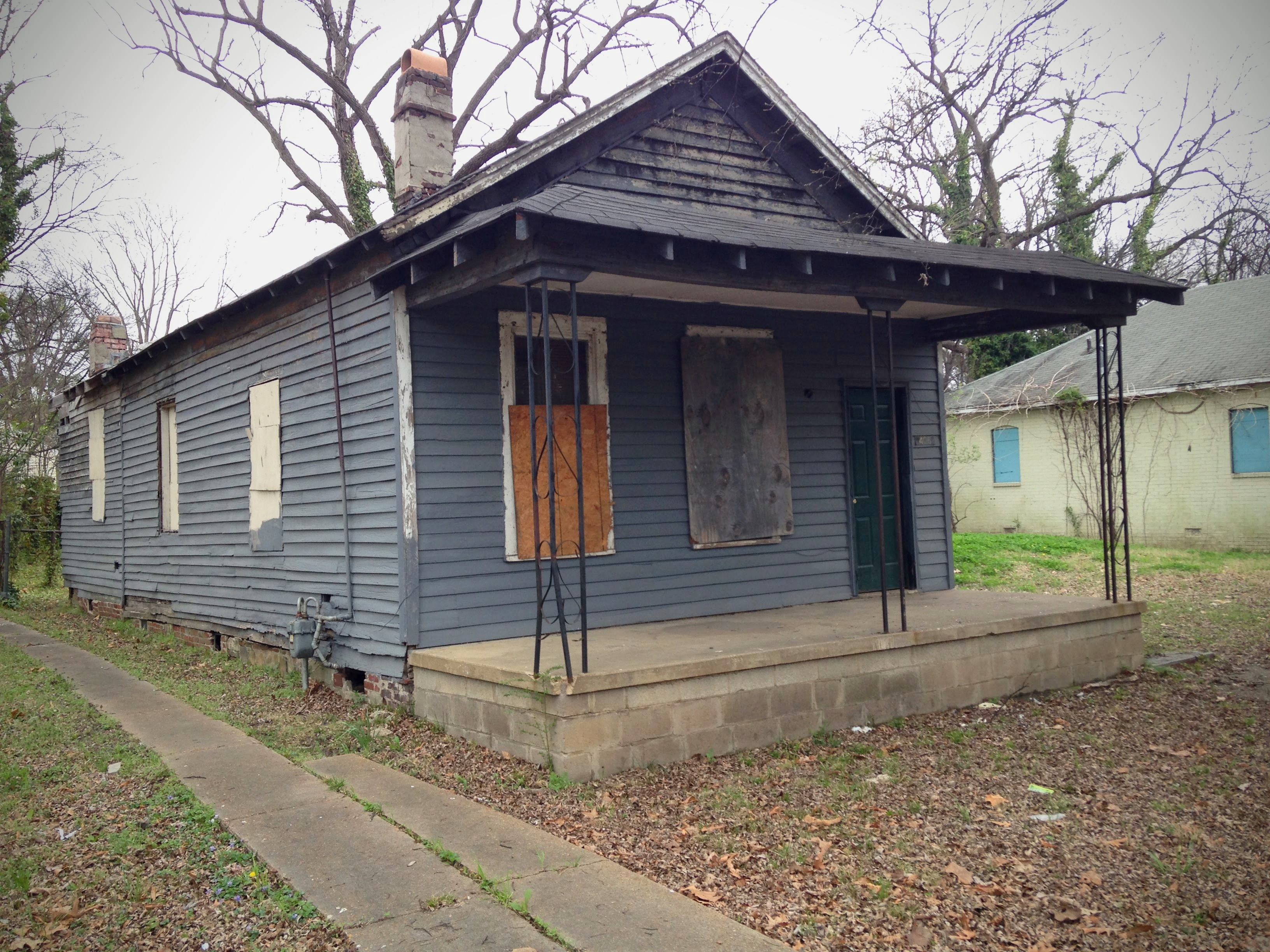
Maison de naissance d'Aretha Franklin à Memphis (Tennessee).

Aretha Louise Franklin naît le 25 mars 1942 de Barbara (née Siggers) et Clarence LaVaughn « C. L ». Franklin. Sa mère accouche au domicile familial au 406 Lucy Avenue à Memphis. Son père est pasteur baptiste originaire de Shelby dans le Mississippi, tandis que sa mère est pianiste et chanteuse de gospel accomplie. Barbara et Clarence Franklin ont tous deux des enfants issus de relations antérieures, en plus des quatre enfants qu'ils eurent ensemble. Quand Aretha a deux ans, la famille déménage à Buffalo dans l’État de New York. Puis à l'âge de cinq ans, Aretha Franklin emménage à Détroit dans le Michigan, où son père devient pasteur de l’Église baptiste Nouvelle Béthel.
Le mariage du couple Franklin est houleux en raison d’infidélités de Clarence Franklin. Le couple se sépare en 1948. Barbara Franklin retourne à Buffalo avec le demi-frère d'Aretha, Vaughn, laissant à Clarence Franklin la charge des autres enfants. Après la séparation, Aretha se souvient rendre visite régulièrement à sa mère à Buffalo pendant l'été, qui vient de son côté souvent les voir à Détroit. Sa mère meurt finalement d'une crise cardiaque le 7 mars 1952, avant le dixième anniversaire d'Aretha. Plusieurs femmes, dont la grand-mère d'Aretha, Big Mama Rachel, et la légendaire chanteuse de gospel Mahalia Jackson se relaient alors pour aider les enfants Franklin. C’est à ce moment-là qu’Aretha apprend à jouer du piano. Autodidacte, elle joue à l'oreille. Son père s’amuse à lui faire reprendre au piano les airs qu’elle entend à la radio. Rapidement, Aretha aiguise son style pour devenir une artiste et pianiste aguerrie. Elle fréquente l'école publique de Détroit, passant sa première année à la Northern High School, avant d’abandonner en deuxième année.
La popularité de son père devient très vite nationale. Les sermons du pasteur Franklin lui valent de devenir « l'homme à la voix à un million de dollars ». Il parvient en effet à gagner des milliers de dollars en devenant le premier pasteur à diffuser ses sermons à la radio quand il ne fait pas lui-même des tournées dans le pays entier et dans différentes églises du pays. C. L. Franklin, en plus d'être pasteur, est par ailleurs un fervent militant des droits civiques (Martin Luther King loge à son domicile quand il est de passage à Détroit). Son statut de célébrité lui vaut d'ailleurs la visite de diverses personnalités. Parmi les visiteurs récurrents figuraient la légendaire Clara Ward, James Cleveland et les membres des Caravanes Albertina Walker et Inez Andrews. Jackie Wilson et Sam Cooke se lient aussi d’amitié avec C. L. Franklin. Clara Ward devient l’amante du père d'Aretha de 1949 environ jusqu'à ce qu'elle meure en 1973, bien qu'Aretha « ait préféré les considérer strictement comme des amis ». Clara Ward a également servi de modèle à la jeune Aretha, lui donnant l'envie de devenir chanteuse.

### Débuts dans le gospel (1954-1960)
À la mort de sa mère, Aretha Franklin commence à chanter en tant que choriste à l’Église baptiste Nouvelle Béthel, en commençant par l'hymne Jesus, Be a Fence Around Me. À 12 ans, son père commence à la diriger. Il l’emmène ainsi sur la route avec lui lors de ses tournées dites « gospel caravan » pour qu'elle se produise dans différentes églises. Il la fait par ailleurs signer son premier contrat chez J.V.B. Records. Un équipement d'enregistrement est installé à l'intérieur de l’église baptiste Nouvelle Béthel et neuf pistes sont enregistrées. Elle donne naissance à son premier enfant, nommé Clarence en l'honneur de son père, le 28 janvier 1955 avant de fêter ses 13 ans,.
Le 31 août 1957, à 15 ans, Aretha Franklin accouche d'un deuxième enfant nommé Edward Derone Franklin,,.
En 1956, J.V.B. sort le premier single d’Aretha Franklin, Never Grow Old, accompagné de You Grow Closer. Precious Lord (Part One) et Precious Lord (Part Two) suivent en 1959. Ces quatre titres, auxquels s’ajoute There Is a Fountain Filled with Blood figurent sur l'album de 1956 appelé Spirituals. En 1965, Checker Records publie une seconde version de l’album qu’il nomme Songs of Faith ; celui-ci reprend les cinq titres de l'album Spirituals de 1956 auxquels sont ajoutés quatre enregistrements inédits. Si l’album n’est pas un succès commercial, il contribue à introduire Aretha Franklin dans le circuit gospel. En s’accompagnant au piano et en chantant ces negro spirituals, Aretha impressionne les plus grands chanteurs de gospel de l’époque notamment Mahalia Jackson et James Cleveland, proches d’Aretha et considérés encore à ce jour comme la Reine et le Roi du Gospel.
À cette époque, Aretha Franklin voyage occasionnellement avec The Soul Stirrers, le groupe de Sam Cooke. L’été, Aretha est souvent à Chicago et reste dans la famille de Mavis Staples dont le groupe familial The Staple Singers commence à se faire un nom. Selon le producteur de musique Quincy Jones, alors qu’Aretha est encore jeune, la « Reine Du Blues » Dinah Washington lui prédit qu'Aretha est « la prochaine ». À l'âge de 16 ans, Aretha Franklin part finalement en tournée avec le Dr Martin Luther King. Elle soutient l’action du pasteur et chantera pour lui en diverses occasions notamment lors de ses funérailles en 1968.
À l’âge de 18 ans, Aretha confie à son père qu'elle aspire à suivre Sam Cooke et à enregistrer des musiques « profanes », R&B et pop, fait curieux pour l’époque où passer de la musique sacrée à profane n’est souvent pas accepté. Le Révérend C.L Franklin se montre compréhensif et encourage sa fille. Elle s'installe donc à New York dans l’espoir de décrocher un contrat avec une maison de disque. Son père participe en tant que manager à la production d'une démo de deux chansons. Cette démo tombe dans les mains de John Hammond, célèbre producteur de Columbia Records. L’homme, qui a découvert Billie Holliday dix ans plus tôt, voit immédiatement en Aretha une révélation. Celui qui découvrira à la même période Barbra Streisand et Bob Dylan signe donc Aretha en 1960. Aretha suit en parallèle des cours avec le chorégraphe Cholly Atkins pour préparer ses performances scéniques. Signer Aretha chez Columbia est pour John Hammond une victoire quand on sait les propositions faites au même moment par les labels RCA et Motown. En effet, Sam Cooke essaye désespérément de persuader le père Franklin de la signer sur son label, RCA. De même, le fondateur du label Motown Berry Gordy cherche à faire signer Aretha et sa sœur aînée Erma sur son label. C.L. Franklin estime que le label n’est pas encore suffisamment établi et refuse la demande de Gordy.
Le single d’Aretha Franklin Today I Sing the Blues sort en septembre 1960 et atteint le top 10 du classement des meilleures ventes R&B. Sa carrière musicale est enfin lancée.

### Introduction au jazz chez Columbia (1960-1966)
En janvier 1961, Columbia publie le premier album jazz d’Aretha : Aretha : With The Ray Bryant Combo. L'album contient son premier single, Won't Be Long, qui se classe au classement du Billboard Hot 100 et atteint la 7e place du classement R&B. Le succès est modeste mais encourageant pour la jeune chanteuse de 18 ans. Principalement produits par Clyde Otis, les enregistrements chez Columbia érigent Aretha en chanteuse de jazz dans la lignée de Sarah Vaughan, Billie Holiday et Ella Fitzgerald,. Aretha y chante des standards américains, du jazz vocal, du blues, du doo-wop et du rhythm and blues. La même année, elle enregistre Rock-a-Bye Your Baby with a Dixie Melody. Le titre atteint le top 40 en Australie et au Canada. Fin 1961, Aretha Franklin est nommée « nouvelle star féminine » par le magazine DownBeat. En 1962, Columbia sort deux autres albums, The Electrifying Aretha Franklin et The Tender, the Moving, the Swinging Aretha Franklin. Si nombres de ses titres passent à radio, ses ventes de disques, elles, ne décollent pas.
Néanmoins, en 1962, lors d'une représentation au Regal Theater de Chicago, Pervis Spann, personnalité en vogue de la radio WVON, proclame Aretha Franklin « Reine de la Soul ». Le surnom fait date et devient le titre officiel d'Aretha Franklin,. Elle est alors reconnue par ses pairs comme chanteuse de jazz et impressionne tant Etta James que Sarah Vaughan. Sarah Vaughan affirme d’ailleurs ne plus avoir jamais chanté Skylark après avoir écouté la version d’Aretha, qui lui paraît indépassable,. En 1964, Aretha commence à enregistrer davantage de musique pop et se classe dans les dix premiers titres du palmarès R&B avec sa ballade Runnin' Out of Fools début 1965. À la mort de la Reine du Blues Dinah Washington, Aretha enregistre un album hommage à la chanteuse, Unforgettable : A Tribute to Dinah Washington. Il est aujourd’hui considéré comme son meilleur album chez Columbia mais, à sa sortie, il apparaît en décalage par rapport aux succès de l’époque. Quand l’Amérique subit la déferlante des Beatles et des artistes Motown, ce bel hommage à une artiste des années 1950 paraît dépassé et démodé. Par la suite, plusieurs de ses titres figurent dans les hit-parades en 1965 et 1966 : One Step Ahead et Cry Like a Baby, puis You Made Me Love You et (No, No) I'm Losing You.
Au milieu des années 1960, Aretha gagne 100 000 dollars par an grâce à de multiples représentations dans des boîtes de nuit et des théâtres. Toujours à cette époque, elle apparaît dans des émissions de rock-and-roll comme Hollywood A Go-Go et Shindig !,. Ses performances télévisuelles sont saluées — on note le grand talent de cette jeune chanteuse s’accompagnant elle-même au piano et qui chante du jazz comme elle chanterait des cantiques gospel.
Cependant, si Aretha est massivement diffusée à la radio et qu’elle s’est fait un nom (et un prénom), ses ventes de disques sont faibles. John H. Hammond, directeur du label, déclare plus tard que l’erreur de Columbia est d’avoir oublié les racines gospel d’Aretha,. Sa voix est jugée trop « noire » pour vendre autant que Barbra Streisand et ses chansons trop jazz pour la hisser comme chanteuse à la mode aux côtés de Dionne Warwick et Diana Ross. Aretha quitte finalement Columbia et rejoint Atlantic Records en 1966, célèbre label de Ray Charles et Solomon Burke, figures majeures de la soul des années 1960.

### Ascension soul chez Atlantic (1967-1979)

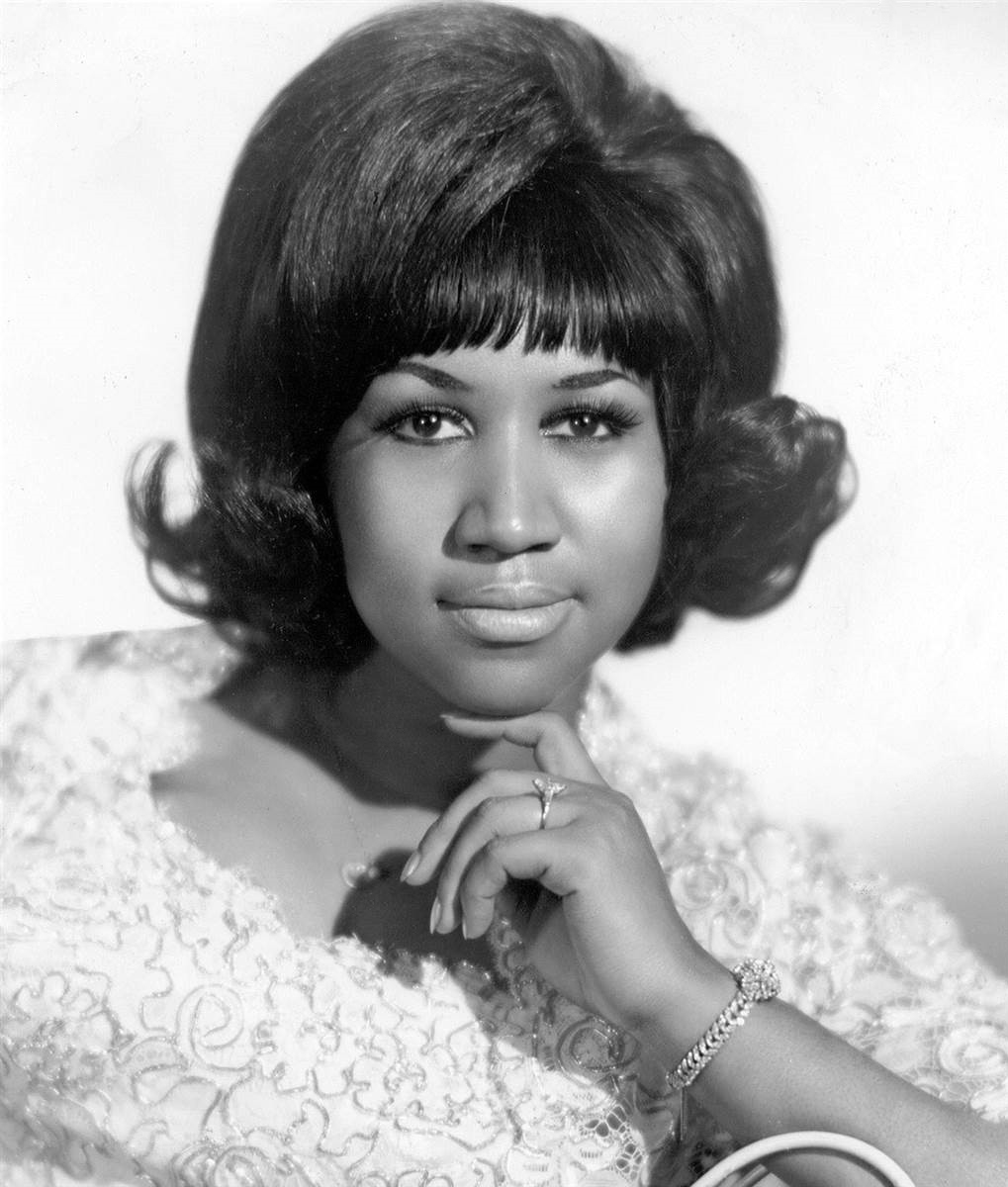
Aretha Franklin en 1968.

En novembre 1966, son contrat pour Columbia expire et Aretha se tourne vers Atlantic Records. En janvier 1967, la chanteuse se rend à Muscle Shoals, en Alabama, pour enregistrer dans les célèbres studios FAME. Elle dira elle-même « je me suis assise au piano et les tubes sont arrivés ». Elle y enregistre la chanson I Never Loved a Man (the Way I Love You). Quand elle s’assoit au piano et commence à chanter, tout le studio reste bouche bée,,. L’enregistrement peut commencer. Aretha n'y passe finalement qu'une journée après une violente altercation entre son manager et mari Ted White, le propriétaire du studio Rick Hall et un joueur de cor. Les sessions s'arrêtent mais la chanson sort finalement le mois suivant et atteint la première place du classement R&B et la neuvième place du Billboard Hot 100. Pour la première fois de sa carrière, Aretha décroche un disque d’or et un 45-tours vendu à plus d’un million d’exemplaires. L’intuition de son producteur Jerry Wexler est de laisser Aretha s’exprimer librement et prendre le contrôle de la direction artistique de sa musique. Aretha choisit son propre répertoire, arrange les chansons elle-même au piano et gère ses choristes.
La réussite ne s’arrête pas là. Le 10 avril 1967, Atlantic commercialise un deuxième extrait de l’album, le doublé Respect/Dr Feelgood. Ce second 45-tours se révèle encore plus porteur que le premier. Respect se hisse à la première place des charts R&B et pop pendant 8 semaines. Le respect réclamé par Aretha trouve un écho immédiat dans la société américaine de l’époque. La chanson devient rapidement la chanson signature de la chanteuse, un hymne des droits civiques et un hymne féministe,. Pourtant, la chanson est un emprunt à une première version du titre publié un an plus tôt par Otis Redding. En entendant la version d’Aretha, Otis Redding reconnait que sa chanson lui a échappé. Aretha réinvente complètement la chanson en scandant chaque lettre de R-E-S-P-E-C-T, elle rajoute par ailleurs un refrain chanté en arrière-plan par les chœurs avec l'expression très à la mode alors, « sock it to me ». Le titre à connotation sexiste quand il est chanté par Otis devient un hymne de force et de respect dans l'interprétation d'Aretha Franklin. « C’est un cri de ralliement du mouvement pour les droits civiques », écrit Aretha dans ses mémoires. Le mouvement des droits civiques fait de la chanson un mantra et d’Aretha le symbole de la lutte pour l’égalité et la liberté. Le magazine Rolling Stone classe la chanson en position numéro cinq de son classement des plus grandes chansons de tous les temps. Le phénomène Aretha Franklin est lancé.

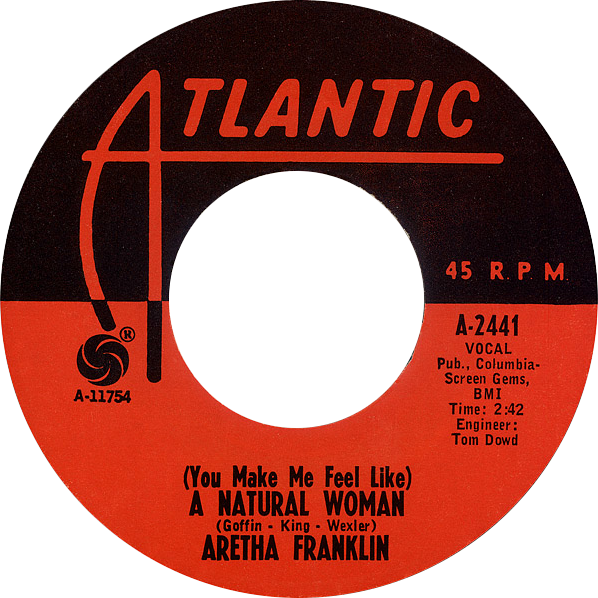
(You Make Me Feel Like) A Natural Woman, face A d'un 45 tours vinyle américain du label Atlantic.

Le premier album d’Aretha pour Atlantic, I Never Loved a Man the Way I Love You, connait un immense succès tant commercial et critique. 1967 marque le début de la période d’or pour Aretha qui ne s’arrêtera qu’une décennie plus tard. Sur cette période, elle décroche une vingtaine de disques d’or et classe 8 albums en tête des charts R&B. Baby I Love You, (You Make Me Feel Like) A Natural Woman sont d’immenses succès. En 1968, Aretha sort les albums Lady Soul et Aretha Now, portés par les tubes Chain of Fools, Ain't No Way, Think et I Say a Little Prayer. En février, Aretha décroche ses deux premiers Grammys, dont celui de la meilleure chanteuse R&B, catégorie inspirée par le succès d’Aretha,. Elle remporte ce même Grammy huit fois d’affilée. Il est dès lors vite renommé Le Prix Aretha.
Son succès dépasse rapidement la sphère musicale. Le 16 février 1967 est déclaré Journée Aretha Franklin. Elle est alors reçue par son ami de longue date Martin Luther King Jr qui voit en elle une porte-voix majeure du combat pour les droits civiques américains,,. Aretha effectue peu de temps après sa première tournée en dehors des États-Unis en mai, notamment au Concertgebouw d'Amsterdam, où elle joue devant un public quasi-hystérique qui la couvre de fleurs sur scène. Elle fait par ailleurs une apparition remarquée à l’Olympia à Paris et y enregistre son second album live. La même année, elle fait la couverture du magazine Time, une première pour une artiste noire. En 1968, elle est la personnalité noire la plus connue derrière Martin Luther King.
Le succès d’Aretha ne faiblit pas au début des années 1970, période durant laquelle elle enregistre les numéro un Don't Play That Song (You Lied), Spanish Harlem, Rock Steady et Day Dreaming.
Même si, au cours de sa carrière, elle refuse un certain nombre de chansons, dont certaines sont cependant devenues des succès internationaux — Son Of A Preacher Man de Dusty Springfield, This Will Be de Natalie Cole, Upside Down de Diana Ross, —, elle enregistre finalement en 1970 une version de Son Of A Preacher Man, un an après celle de Dusty Springfield.
La formule des albums est la même que celle des années 1960 si ce n’est qu’Aretha écrit et compose davantage. Les albums Spirit in the Dark et Young, Gifted and Black sont une fois de plus des succès. En 1971, Aretha est la première artiste R&B à jouer au Fillmore West de San Francisco, et sort plus tard dans l'année l'album live Aretha Live at Fillmore West. En plein concert, elle aperçoit Ray Charles et l’invite sur scène. Ensemble, ils improvisent sur Spirit In The Dark, moment immortalisé sur le disque live,. Ray Charles dira d'Aretha qu'elle est sa « seule vraie sœur », la seule chanteuse à qui on peut le comparer.
En 1972, Aretha revient à ses racines gospel et enregistre l'album Amazing Grace, dans lequel elle interprète lors d’un service des cantiques et standards comme How I Got Over de Mahalia Jackson. Elle y inclut des titres de Marvin Gaye et de Carole King, ayant à cœur de montrer que musique sacrée et pop ne sont pas antinomiques. Le disque est enregistré sur deux soirs à l’église New Temple Missionary Baptist Church de Los Angeles. Son père est présent, tout comme la famille Ward ainsi que Mick Jagger. Amazing Grace se vend dans l’année à plus de deux millions d'exemplaires et est à ce jour l’album gospel le plus vendu de l’histoire. Les interprétations en direct sont filmées par Sydney Pollack, mais en raison de problèmes de synchronisation de son, sa sortie au cinéma n’a lieu qu’en 2018 par le producteur Alan Elliott. L’année 1972 marque l’apogée de la carrière d’Aretha, au sommet de son art, tant commercialement que musicalement.
Elle rejoint ensuite Quincy Jones en 1973 pour l’enregistrement de son nouvel album Hey Now Hey. Quincy Jones dira plus tard qu’Aretha est l’artiste la plus impressionnante avec Michael Jackson. Le disque est marqué par des influences jazz et de brillantes parties au piano écrites et jouées par Aretha. Malgré le succès du single Angel écrite par sa sœur Carolyn Franklin, l'album ne décolle pas dans les charts à sa sortie. Cela n’empêche pas Aretha d’enregistrer quelques succès notamment Until You Come Back to Me, une reprise d'un titre de Stevie Wonder datant de 1967, et I'm in Love.
En 1976, Aretha travaille sur la bande sonore du film Sparkle avec Curtis Mayfield qu’elle admire particulièrement. L'album permet à Aretha d'obtenir son dernier grand tube de la décennie avec Something He Can Feel, qui atteint la première place du classement R&B. Sparkle est considéré par Aretha comme son meilleur album. Elle parvient en effet à se réinventer tant vocalement que musicalement. Sans céder aux influences disco à la mode, Sparkle est gorgé d’influences funk et soul, à la fois old school et new school. Percutante, Aretha renoue avec le succès. Cependant, les albums suivants, Sweet Passion (1977), Almighty Fire (1978) et La Diva (1979), déçoivent. Aretha Franklin, dépassée par la mouvance disco dans laquelle elle ne se reconnait pas, quitte finalement Atlantic Records et rejoint Arista Records en 1979.

### Les années pop chez Arista (1980-2008)
En 1980, après avoir quitté Atlantic Records, Aretha signe avec Arista Records et Clive Davis. Elle donne la même année un concert sur mesure au Royal Albert Hall de Londres devant la reine Elizabeth. Aretha est ensuite invitée sur le tournage des Blues Brothers en 1980. Elle y joue la propriétaire d'un restaurant de cuisine et l’épouse de Matt « Guitar » Murphy. Elle partage l’affiche avec les deux autres plus grandes stars soul des années 1960 : James Brown et Ray Charles. Pour l'occasion, elle re-enregistre sa chanson Think. La performance d'Aretha est saluée par la critique. Think devient une des chansons signatures d'Aretha et sa chanson la plus connue en France,,.
La même année, elle sort son premier album chez Arista Records qui contient ses deux premiers succès de la décennie United Together, et sa reprise de I Can't Turn You Loose d'Otis Redding nommée l’année suivante aux Grammy Awards. L'album suivant, Love All the Hurt Away (1981), comprend son célèbre duo avec George Benson sur la chanson titre, ainsi que sa reprise de Hold On, I'm Comin' de Sam & Dave, qui lui permet de décrocher un Grammy Award supplémentaire. En 1982, Aretha décroche un disque d'or - pour la première fois en sept ans - avec l'album Jump to It produit par Luther Vandross, fervent admirateur de la chanteuse. L'année suivante, elle sort Get It Right toujours produit par Luther Vandross,,. Le titre se hisse comme Jump To It en tête des hit-parades R&B. En 1985, Who's Zoomin' Who? devient son premier album chez Arista Records à être certifié platine. L'album se vend à plus d'un million d'exemplaires, porté par les succès de Freeway of Love, la chanson titre, et Another Night. L'année suivante, elle sort un second album à succès avec les singles Jumpin' Jack Flash, Jimmy Lee et I Knew You Were Waiting for Me, célèbre duo qu’elle partage avec George Michael. Andy Warhol signe la pochette du disque. En 1987, elle opère un retour vers la musique de son enfance avec l’enregistrement d’un troisième album gospel, One Lord, One Faith, One Baptism, enregistré à l’Église baptiste Nouvelle Béthel de son défunt père. En 1989, elle sort l'opus Through the Storm, qui inclut les singles en duos : It Isn't, It Wasn't, It Ain't Never Gonna Be avec Whitney Houston (1989), Gimme Your Love avec James Brown (1989) et Through the Storm avec Elton John (1989). La même année, Aretha interprète America the Beautiful lors de la Wrestlemania III de la WWE.
Les années 1990 sont cependant moins fructueuses pour Aretha. En 1991, son album What You See is What You Sweat se vend peu. En 1993, elle chante à l’investiture de Bill Clinton et se produit à la Maison Blanche pour le Président et la Première Dame avec lesquels elle se lie d’amitié. Aretha revient dans les charts en 1993 avec la chanson A Deeper Love du film Sister Act puis en 1994 avec la chanson Willing to Forgive. Elle signe par ailleurs un titre sur un album hommage à Lady Diana, sur un disque de Curtis Mayfield ainsi que pour la bande originale d'un film sur la vie de Malcolm X : Someday We’ll All Be Free.
La fin des années 1990 permet cependant à Aretha de s’imposer comme chanteuse de référence. En 1998, elle partage l’affiche du concert Divas Live organisé par VH1 au Beacon Theatre de New York avec Mariah Carey, Céline Dion, Shania Twain, Carole King et Gloria Estefan. Sa performance de Natural Woman avec les autres divas fera date. La même année, elle se réinvente en sortant A Rose Is Still A Rose, produit et écrit par Lauryn Hill du groupe The Fugees. L'album du même nom est un succès, se vend à plus de 500 000 exemplaires et permet à Aretha de remporter un disque d'or de plus.
Cette même année, elle remplace au pied levé Luciano Pavarotti aux Grammy Awards,. Ce soir-là, alors que le spectacle a déjà commencé, Luciano Pavarotti contacte les producteurs des Grammy et annonce qu'il est bien trop malade pour interpréter comme prévu l'aria d'opéra Nessun Dorma. 20 minutes avant la performance, les producteurs du spectacle proposent à Aretha de remplacer le chanteur d’opéra. Amie de Pavarotti, Aretha avait justement chanté la chanson deux soirs auparavant lors d’un évènement pour MusiCares. Elle écoute l'enregistrement de la répétition de Pavarotti et accepte de chanter la chanson dans la tessiture de ténor et dans la tonalité préparée par l'orchestre. Introduite par Sting qui explique l’imprévu au public, Aretha arrive finalement sur scène. Le public l’honore d’une standing ovation. Elle chantera à nouveau la chanson à Philadelphie pour le pape François lors de la réunion mondiale des familles en septembre 2015. En pleine performance, un petit garçon, touché par l’interprétation d’Aretha, monte alors sur scène et l’embrasse.
En 2003, Aretha sort So Damn Happy et la chanson Wonderful, récompensée aux Grammy Awards. En 2004, elle annonce qu'elle quitte Arista Records après plus de 20 ans de travail pour le label. Puis en février 2006, elle chante The Star-Spangled Banner avec Aaron Neville et Dr. John pour le Super Bowl XL, qui se tient dans sa ville de Détroit. En s'appuyant sur obligations contractuelles envers Arista, le label publie cependant un dernier album de compilation de duos : Jewels in the Crown. L'année suivante, elle publie l'album de Noël This Christmas chez DMI Records.

### Les dernières années (2008-2018)

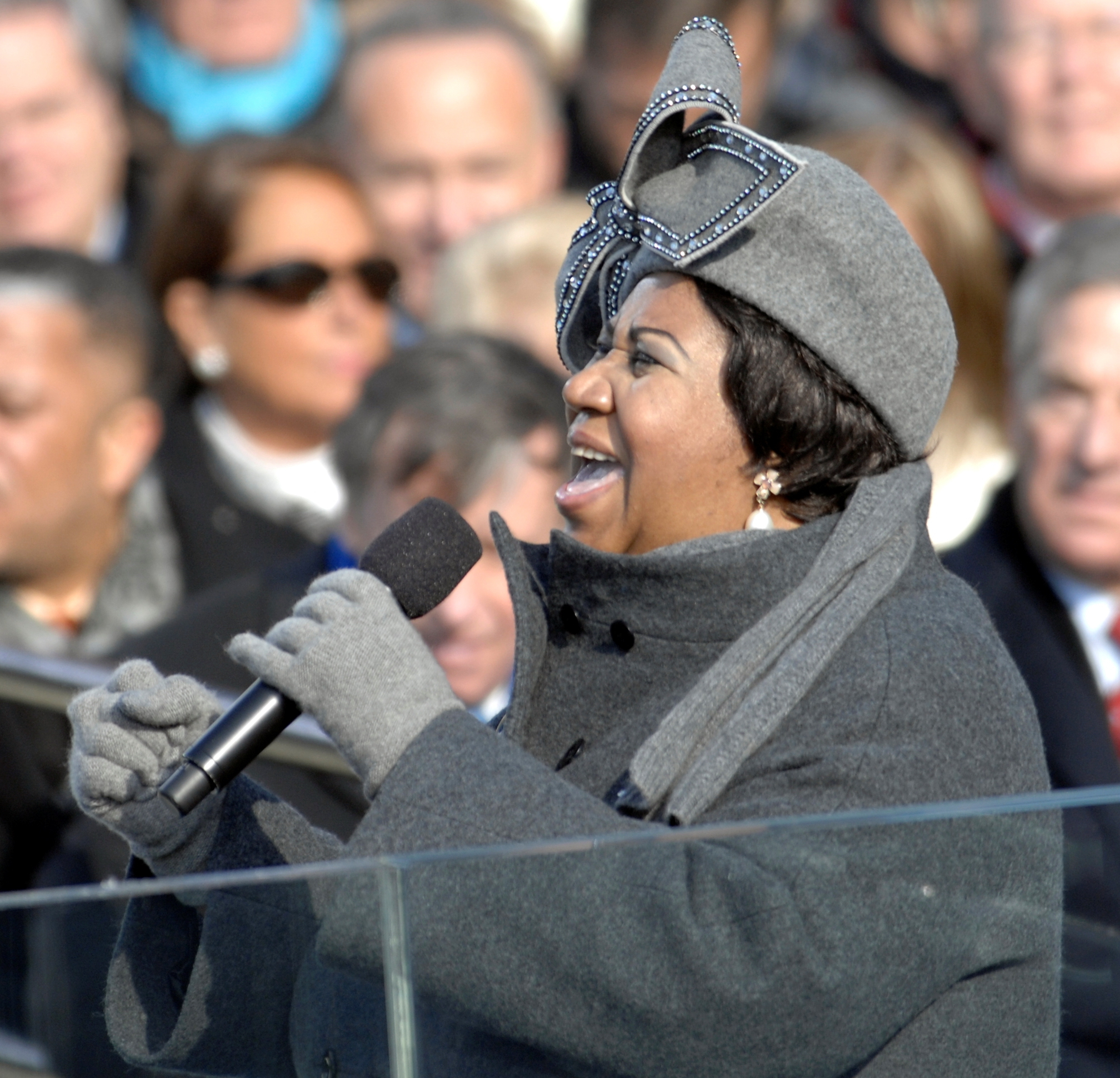
Aretha Franklin chantant pendant la cérémonie d'investiture de Barack Obama en 2009.

Le 20 janvier 2009, Aretha Franklin revient au premier plan en interprétant My Country, 'Tis of Thee lors de la cérémonie d'investiture du président Barack Obama. Le chapeau qu'elle porte ce jour devient culte. En 2011, Aretha, sous son propre label Aretha's Records, sort l'album Aretha : A Woman Falling Out of Love.
En 2014, Aretha signe sous le label RCA Records, contrôleur du catalogue Arista Records et label frère de Columbia et Sony Music Entertainment. Elle renoue donc avec son producteur Clive Davis. Un album est enregistré avec les producteurs Babyface et Danger Mouse. Le 29 septembre 2014, Aretha se produit au Late Show de David Letterman avec Cissy Houston et chante Rolling in the Deep d’Adele et Ain't No Mountain High Enough de Marvin Gaye/Diana Ross. Sa reprise de Rolling in the Deep figure sur son premier et dernier album chez RCA, Aretha Franklin Sings the Great Diva Classics, sorti en octobre 2014. Ce faisant, elle devient la première femme à avoir cent chansons au palmarès des Hot R&B/Hip-Hop Songs du Billboard avec le succès de sa reprise de Rolling in the Deep d'Adele.
Elle se produit à la Maison-Blanche en 2015 et y chante I Never Loved A Man et Amazing Grace. En décembre 2015, Aretha chante (You Make Me Feel Like) A Natural Woman au Kennedy Center Honors à Washington pour Carole King, honorée ce soir-là. Barack Obama, submergé par l'émotion, ne peut retenir ses larmes,. Vers la fin de la chanson, elle fait tomber son manteau de fourrure sur scène, ce qui lui vaut une standing ovation du public. C'est sa dernière grande performance. Elle retourne au Ford Field de Détroit le jour de Thanksgiving 2016 pour interpréter une nouvelle fois l'hymne national lors du match entre les Vikings du Minnesota et les Lions de Détroit. Assise derrière le piano, vêtue d'un manteau de fourrure noire et d'une casquette des Lions, Aretha chante The Star-Spangled Banner pendant plus de quatre minutes et y inclut un certain nombre d’improvisations.
Aretha sort son dernier disque A Brand New Me en novembre 2017 avec le Royal Philharmonic Orchestra de Londres, qui utilise des enregistrements d’archives d'Aretha avec lesquels ils réarrangent ses plus grandes chansons.
Aretha annule un certain nombre de concerts en 2017 pour des raisons de santé et demande, lors d'un spectacle en plein air à Détroit devant 15 000 personnes, à ce que le public prie pour elle. Aretha continue cependant de se produire partout dans le pays et à se faire acclamer par le public comme par les critiques,,. Le 3 septembre 2017, elle joue une dernière fois au Ravinia Festival. Sa dernière représentation a finalement lieu à la cathédrale de St. John the Divine à New York lors du gala du 25e anniversaire d'Elton John pour la Elton John AIDS Foundation, le 7 novembre 2017. Aretha y paraît très affaiblie et très amaigrie,,.

### Mort
Le 13 août 2018, Aretha est gravement malade chez elle, à Riverfront Towers, à Détroit. Elle est en soins palliatifs et entourée de ses amis et de sa famille ; Stevie Wonder, Jesse Jackson et son ex-mari Glynn Turman lui rendent visite sur son lit de mort. Elle meurt à son domicile le 16 août, à l'âge de 76 ans, sans testament. La cause du décès est une tumeur neuroendocrinienne pancréatique maligne (pNET), distincte de la forme la plus courante de cancer du pancréas,,.

### Hommages
De nombreuses célébrités de l'industrie du divertissement et des hommes politiques lui rendent hommage, dont les anciens présidents américains Bill Clinton et Barack Obama, pour qui Aretha a « contribué à définir l'expérience américaine ». L’activiste des droits civils Al Sharpton la qualifie d'« icône des droits civiques et de l'humanitaire ». Elton John déclare : « La perte d'Aretha Franklin est un choc pour tous ceux qui aiment la vraie musique : la musique qui vient du cœur, de l'âme et de l'Église. Sa voix était unique, ses capacités de pianiste sous-estimées. Elle était l'une de mes pianistes favorites […] Je l'adorais et vénérais son talent. Que Dieu la bénisse ».
Paul McCartney, Diana Ross, Christina Aguilera, Beyoncé, Britney Spears, Bruno Mars, Lady Gaga, John Legend, The Rolling Stones, Billy Joel, Ricky Martin, Carole King, Annie Lennox, Ariana Grande, Shawn Mendes, Céline Dion, Line Renaud réagissent tous à la disparition de la chanteuse,,.
Dans un communiqué de presse, la ministre de la Culture Françoise Nyssen déclare : « Avec Aretha Franklin, une immense interprète à la voix puissante et inoubliable nous quitte. Durant plus de 60 ans, aux États-Unis comme sur les scènes du monde entier, elle mit son talent au service du gospel, du Rhythm and blues, du jazz, et surtout de la musique soul, dont elle fut la reine. Nous nous souviendrons de ses albums d’anthologie, de ses grands concerts, de son chant lors des funérailles de Martin Luther King ou de l’investiture de Barack Obama. Je rends hommage à la très grande artiste — chanteuse et pianiste — aux 18 Grammy Awards. Et aussi à la femme qui imposait tout naturellement le respect, ce respect qu’elle a si bien chanté dans une chanson au succès planétaire. Je rends hommage à ses engagements en faveur des droits civiques, ainsi qu’à la cause féministe. »
À la mort d’Aretha, des fans lui rendent hommage dans des stations de métro de la ville de New York, stations Franklin Street à Manhattan, et Franklin Avenue à Brooklyn. L'opérateur du système de métro, la Metropolitan Transportation Authority place par la suite des panneaux autocollants temporaires en noir et blanc avec le mot « Respect » à côté des panneaux de nom « Franklin ». Son étoile sur Hollywood Boulevard est décorée, tout comme sa maison de naissance à Memphis. Des fans se regroupent par ailleurs devant l’Église baptiste Nouvelle Béthel à Détroit ainsi que devant le théâtre Apollo de New York. Sa musique est diffusée devant les édifices pendant plusieurs jours.
Comme l'activiste Rosa Parks en 2005, sa dépouille est exposée pendant trois jours au musée d'Histoire afro-américaine Charles H. Wright de Détroit.

### Enterrement
Une cérémonie commémorative est organisée à l’Église baptiste Nouvelle Béthel le 19 août. Des milliers de personnes lui rendent hommage au cours d’une exposition publique au Musée Charles H. Wright d'histoire afro-américaine. Plusieurs dizaines de milliers de personnes défilent pour voir la dépouille d'Aretha Franklin pendant trois jours.
Les funérailles du 31 août se déroulent au temple Greater Grace à Détroit - incluant hommages de célébrités, d'hommes politiques, d'amis et de membres de la famille. La cérémonie est retransmise en direct par des agences de presse - Fox News, CNN, The Word Network, BET et MSNBC.
Parmi ceux présent lors de la cérémonie, l'on compte notamment Ariana Grande, Bill Clinton, Al Sharpton, Louis Farrakhan, Faith Hill, Fantasia, The Clark Sisters, Ronald Isley, Angie Stone, Chaka Khan, Jennifer Holliday, Loretta Devine, Jennifer Hudson, Queen Latifah, Shirley Caesar, Stevie Wonder, Eric Holder, Gladys Knight, Cedric the Entertainer, Tyler Perry, Smokey Robinson et Yolanda Adams.
À la demande d'Aretha, le révérend Jasper Williams Jr. de la Salem Baptist Church d'Atlanta officie la cérémonie,. Une centaine de Cadillac Rose déambule dans la ville de Détroit pour rendre hommage à Aretha et sa chanson Freeway of Love.
Après une procession télévisée le long de Seven Mile Road, Aretha Franklin est inhumée au cimetière de Woodlawn à Détroit.

## Activisme

### Rôle dans le mouvement des droits civiques
En 1967, Respect devient un hymne des droits civiques. Le respect réclamé par Aretha trouve un écho immédiat à un moment où la communauté afro-américaine demande elle à être respectée et considérée. « Respect, c’était un besoin pour toute une nation, pour l’homme et la femme de la rue, le businessman et la mère de famille, le pompier et l’enseignant. Tout le monde exigeait le respect. C’était également le cri de ralliement du mouvement pour les droits civiques », écrit Aretha dans ses Mémoires.
Le militantisme d’Aretha pour le mouvement des droits civiques est un engagement de longue date. Aretha grandit dans le Détroit des années 1950, entourée dès son enfance par les plus grandes figures du mouvement des droits civiques. Son père, pasteur baptiste, est un militant et proche du pasteur Martin Luther King. Il organise en 1963 la marche pour la liberté de Détroit – à l’époque la plus grande manifestation pour les droits civiques jamais organisée aux États-Unis. Martin Luther King y récite une première version de son célèbre discours « I have a dream », quelques mois avant sa grande marche sur Washington. Le pasteur Martin Luther King joue un rôle essentiel dans la vie d’Aretha. Le pasteur est un habitué de l’Église de Pasteur C.L Franklin et dort chez les Franklin lorsqu’il est de passage à Détroit. Il devient une source d’inspiration pour la jeune Aretha.
À l’âge de 16 ans, elle part en tournée avec Martin Luther King, peu après l'enregistrement de son premier album. Dix ans plus tard, elle chantera à son enterrement. Elle y interpréta Precious Lord Take My Hand, la chanson préférée du révérend. Chanson qu’elle chante à plusieurs reprises pour le révérend notamment après un meeting au McCormick Place de Chicago en 1963. Ce soir-là, Dinah Washington, Mahalia Jackson et Aretha sont invitées à chanter. Taylor Branch dans America in The King Years se souvient de cette soirée : « Toutes les trois ont tenu le public en haleine jusqu’à deux heures du matin, mais Aretha remportait tous les suffrages en interprétant l’hymne final (…). Donnant une lecture bouleversante de Precious Lord, Take My Hand, elle laissait pantois un auditoire convaincu d’avoir assisté à un moment historique » Aretha chantera à plusieurs reprises pour Martin Luther King partout dans le pays. « Le noir est synonyme de beauté mais aussi de souffrance et de lutte », affirme Aretha. Dès le début des années 1960, une clause dans son contrat informe les promoteurs qu’elle ne se produit pas devant un public ségrégé.
En 1970, elle demande la libération de l'activiste Angela Davis et se propose de payer sa caution,. Elle déclare alors publiquement :

« Mon père [le révérend C.L.Franklin de Détroit] me déconseille de prendre la parole mais je me dois de rester fidèle à mes convictions. Angela Davis doit être libérée. Les Noirs injustement enfermés doivent être libérés. J'ai moi-même été incarcérée [après une manifestation à Détroit] et je sais bien qu'il faut protester pour se faire respecter. La prison est un enfer. J'appelle la justice à faire son travail, non pas que je crois au communisme, mais parce qu'Angela Davis est une femme noire et qu'elle se bat pour la liberté du peuple noir. J'ai l'argent ; je l'ai obtenu du peuple noir — ils m'ont rendu financièrement capable de l'avoir, je veux donc l'utiliser pour aider notre peuple. »

Le militant Jesse Jackson explique : « Quand nous avions des difficultés à lever de l'argent à cause de la posture anti-guerre du docteur King, elle chantait gratuitement, levant de l'argent pour la cause. Une nuit à Houston au Texas, elle était sur scène et ils ont lancé du gaz lacrymogène sur le ventilateur. Elle a continué à chanter, elle est restée debout ». Jesse Jackson déclare par ailleurs à USA Today qu’Aretha a financé des dizaines de manifestations et campagnes en faveur des droits civiques. Aretha n’en a cependant jamais publiquement fait la promotion. Publiquement, Aretha demeure discrète quant à son engagement. Son producteur Jerry Wexler explique qu'« elle n’en parlait pas ».

« Pour elle, ses opinions appartenaient à sa vie privée. Elle consacrait beaucoup de son temps à Martin Luther King, mais sans jamais verser dans la polémique et les slogans faciles. Ses positions relevaient avant tout de ses croyances et de sa foi. »

Pour Dr Bernice King, la fille de Martin Luther King, Aretha est un « exemple frappant » de cette manière dont la musique peut se mettre au service des transformations sociales. « En tant que militante, elle n'a pas seulement utilisé sa voix pour divertir mais pour faire passer des messages et inspirer des générations et des générations. Ses chansons sont devenues des hymnes à la liberté ». Après Respect, les chansons Chain of Fools, A Change Is Gonna Come, Think et Young, Gifted & Black incarnent le mouvement tout au long des années 1960-70. La force de sa voix et son assurance deviennent des symboles de fierté et de force. « Sa musique est porteuse d'une énergie électrique caractéristique de cette période charnière », explique Sebastien Danchin dans sa biographie consacrée à la chanteuse. John Lewis, figure historique du mouvement déclare :

« Quand elle chantait, elle incarnait ce pour quoi nous nous battions et sa musique nous renforçait. Elle nous revigorait. Elle était comme une muse dont les chansons nous donnaient la force de continuer. Sa musique nous a donné un plus grand sentiment de détermination pour ne jamais abandonner ni capituler et pour garder la foi. »

Au cours des décennies suivantes, Aretha Franklin devient le visage et la voix de premier plan des droits civiques des Afro-Américains. Naturellement, Barack Obama la choisit pour chanter à son investiture, lui, premier président afro-américain. Le présence d’Aretha est le symbole de la victoire du mouvement des droits civiques.
À sa disparition, son impact sur le mouvement des droits civiques est souligné. Barack Obama déclare : « Dans sa voix, nous pouvions lire notre Histoire, dans son entièreté et dans toutes ses nuances : notre puissance et nos peines, notre côté sombre et notre lumière, notre quête de la rédemption et le respect gagné difficilement ». Le NAACP, la grande organisation de défense des droits civiques, qui lui avait remis en 2008 un prix pour son action déclare :

« Personne ne peut évoquer le mouvement des droits civiques ni la musique sans offrir son respect à la Reine de la Soul. »

### Figure féministe
Dans The Death Of Rhythm & Blues, le critique Nelson George affirme « Aretha exprimait tout ce que pouvait être la femme noire à l’heure où ses contemporaines (Diana Ross, Tina Turner, Dionne Warwick, Martha Reeves et même Gladys Knight) se trouvaient enfermées dans un rôle subalterne par des décisions artistiques de producteurs masculins ».
Pour des générations de femmes, Aretha est un modèle qui a représenté non seulement le combat pour l'égalité des droits mais aussi l'égalité hommes-femmes.
On compte parmi ses plus grandes chansons féministes : Think, Respect et Do Right Man, Do Right Woman.
Dans Do Right Man, Do Right Woman, elle chante en réponse à It's a Man's Man's Man's World de James Brown :

« A woman's only human

You should understand

She's not just a plaything

She's flesh and blood just like her man

[…]

They say that it's a man's world

But you can't prove that by me

And as long as we're together baby

Show some respect for me. »

Dans Think, elle demande à son homme de bien penser aux conséquences de ses actes et du mal qu'il lui fait :

« You better think (think)

Think about what you're tryin' to do to me. »

Enfin dans Respect, elle transforme les mots écrits par Otis Redding et la chanson à connotation machiste en hymne féministe :

« What you want

Baby, I got it

What you need

Do you know I got it?

All I'm askin'

Is for a little respect when you get home (just a little bit)

Hey baby (just a little bit) when you get home

(Just a little bit) mister (just a little bit). »

La chanson Respect demeure la chanson féministe la plus emblématique d'Aretha Franklin. La chanson est à l'origine chantée et enregistrée par Otis Redding en 1966. La chanson n'est cependant pas un succès. L'année suivante, Aretha décide d'enregistrer sa propre version. Elle réécrit une partie des paroles, change la rythmique de la chanson, y ajoute un pont où elle scande chaque lettre de R-E-S-P-E-C-T. « All I’m asking is for a little respect when I come home » (« tout ce que je demande c’est un peu de respect quand je rentre à la maison ») devient alors « all I’m asking is for a little respect when you get home » (« tout ce que je demande c’est un peu de respect quand tu rentres à la maison »). David Ritz dans sa biographie consacrée à la chanteuse déclare : « Sa version est si profonde et si remplie d’angoisse, de détermination, de ténacité et de toutes ces émotions contradictoires que c’en est devenu un hymne ». Otis Redding reconnaîtra lui-même qu'Aretha s'est emparée de sa chanson. La chanson restera 12 semaines en tête des charts américains.
Femme à succès, affirmée, assurée, forte et talentueuse, Aretha devient un modèle pour beaucoup de femmes. Elle devient par ailleurs la première femme à entrer au Rock and Roll Hall of Fame en 1987, le panthéon américain du rock et la seconde femme intronisée au UK Music Hall of Fame. Elle est aussi la première femme noire à faire la une du Time.
Elle est la première femme à chanter au Palais des Sports à Paris en 1977. Le concert affiche complet.

## Vie privée

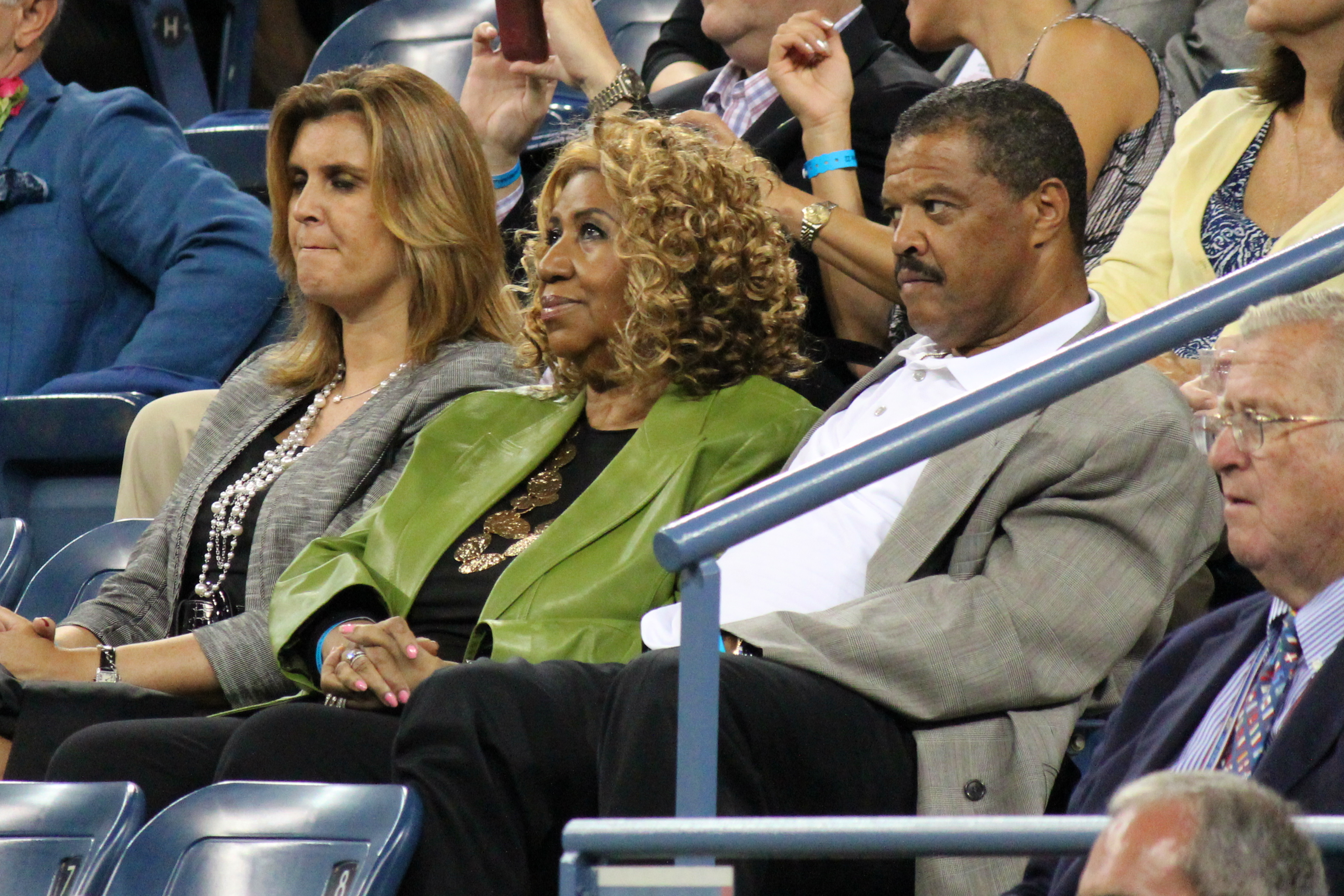
Aretha Franklin regardant Roger Federer à l'US Open 2011.

### Lieux de vie
Élevée à Détroit, Aretha Franklin s’installe dans les années 1960 à New York avant de déménager pour Los Angeles au milieu des années 1970. Elle s’installe à Encino et y vit jusqu'en 1982.
Elle retourne ensuite à Bloomfield Hills, dans la banlieue de Détroit, dans le Michigan, pour être proche de son père, dans le coma après s'être fait tirer dessus lors d'un cambriolage à son domicile. Elle restera à Détroit jusqu’à sa mort en 2018.
À la suite d'un incident en 1984, elle développe une phobie de l’avion qui l’empêchera de voyager à l'étranger ; elle ne se produit par la suite qu'en Amérique du Nord et refuse, dès lors, plusieurs invitations de la reine Élisabeth II.

### Enfants
Aretha Franklin est mère de quatre fils.
Elle donne naissance à son premier enfant, nommé Clarence en l'honneur de son père, le 28 janvier 1955 à l'âge de 12 ans. Des rumeurs attribuent la paternité à Donald Burk, un garçon qu'elle a connu à l'école. Cependant, dans l'un de ses testaments manuscrits découverts en 2019, Aretha révèle que le père est Edward Jordan, aussi père de son deuxième fils,.
Le 31 août 1957, Aretha Franklin a un deuxième enfant avec Jordan, nommé Edward Derone Franklin. Aretha n’a cependant jamais annoncé publiquement l'identité du père, et ses deux enfants portent néanmoins son nom de famille : Franklin,.
Son troisième enfant, Ted White Jr, naît en février 1964 de son mari de l'époque, Theodore « Ted » White. Ted White Jr est connu professionnellement sous le nom de Teddy Richards et joue de la guitare pour sa mère tout au long de sa vie.
Enfin, son plus jeune fils, Kecalf Cunningham, né en avril 1970, est l'enfant de son road manager Ken Cunningham. Kecalf vient des initiales de ses parents KEC pour Ken E. Cunningham et ALF pour Aretha Louise Franklin.

### Vie amoureuse
Aretha Franklin s’est mariée deux fois. Elle épouse Ted White, en 1961 à l'âge de 19 ans,. Aretha rencontre White pour la première fois lors d'une fête organisée chez elle en 1954. White est à l’époque le compagnon de la chanteuse de blues Dinah Washington. Après un mariage controversé et un certain nombre de violences domestiques, Aretha se sépare de Ted en 1968 et divorce en 1969,.
Aretha Franklin épouse ensuite l'acteur Glynn Turman, le 11 avril 1978, dans l'église de son père à Détroit. Aretha devient la belle-mère des trois enfants de Glynn issus d'un précédent mariage. Aretha et Glynn se séparent finalement en 1982 après le retour d’Aretha dans le Michigan. Le couple divorce en 1984.
En 2012, Aretha Franklin annonce son prochain mariage avec son compagnon de longue date Willie Wilkerson. Elle et Wilkerson s'étaient déjà fiancés deux fois auparavant. Aretha annule cependant le mariage sans aucune explication,.
Aretha Franklin aurait aussi entretenu des relations avec les chanteurs Sam Cooke, James Brown et Dennis Edwards du groupe Motown The Temptations. Ce dernier lui inspirera la chanson Day Dreaming,.

### Frères et sœurs
Les sœurs d'Aretha Franklin, Erma et Carolyn, sont chanteuses professionnelles et chantent à de nombreuses reprises sur les enregistrements d’Aretha, notamment pour Atlantic Records. Sa sœur Carolyn Franklin écrit plusieurs chansons pour Aretha dont deux grands succès : Ain’t No Way et Angel. Erma Franklin accompagne aussi Aretha en tournée et enregistre la chanson Piece of My Heart. La chanson ne connait cependant le succès que quelques années plus tard avec la reprise de Janis Joplin,.
Après le divorce d'Aretha Franklin avec Ted White, son frère Cecil devient son manager jusqu'à sa mort d'un cancer du poumon le 26 décembre 1989. Carolyn décède, elle, en avril 1988 d'un cancer du sein, tandis qu’Erma meurt d'un cancer de la gorge en septembre 2002. Vaughn, le demi-frère de Franklin, meurt fin 2002. Sa demi-sœur, Carol Kelley (née Jennings en 1940), est la fille de C. L. Franklin et de Mildred Jennings, une paroissienne de l'église baptiste de New Salem à Memphis, alors âgée de 12 ans.

### Mort de son père C.L Franklin
Au Aladdin Hotel de Las Vegas le 10 juin 1979, Aretha Franklin apprend que son père, C. L., a été abattu à bout portant dans sa maison de Détroit. Après six mois passés à l'hôpital Henry Ford et alors qu'il est encore dans le coma, C. L. est ramené chez lui. Des soins infirmiers lui sont administrés 24 heures sur 24. Aretha revient à Détroit fin 1982 pour aider aux soins de son père et soutenir ses sœurs.
Le révérend meurt à la New Light Nursing Home de Détroit le 27 juillet 1984,.

### Proches dans l’industrie musicale
Aretha Franklin est, entre autres, une amie proche de Stevie Wonder, Smokey Robinson, Berry Gordy, Ray Charles, Mavis Staples, Mahalia Jackson, Sam Cooke, The Four Tops, Chaka Khan, Luther Vandross, Gladys Knight, Patti LaBelle et Cissy Houston, mère de Whitney Houston — dont elle est la marraine. — et choriste au sein des Sweet Inspirations pour Aretha,,. Cissy Houston chante d’ailleurs en fond sonore sur le tube d’Aretha Ain't No Way.
Aretha Franklin rencontre pour la première fois la fille de Cissy, Whitney Houston, au début des années 1970. Elle devient sa marraine de cœur. Whitney l’appellera toute sa vie : « Auntie Ree » (Tante Ree).

### Addictions
Aretha Franklin a lutté une grande partie de sa vie contre l'alcoolisme, la boulimie et l'addiction au tabac, qu'elle fumait à la chaîne. Elle arrête l'alcool dans les années 1960 et le tabac en 1992.

### Opinions politiques
Aretha Franklin est une démocrate de longue date. Elle a chanté avant plusieurs meetings de Barack Obama, plusieurs conventions démocrates et pour l'investiture de trois présidents démocrates: Jimmy Carter, Bill Clinton et Barack Obama,,.

### Croyances
Elle était chrétienne baptiste et a organisé plusieurs concerts à l’Église baptiste Nouvelle Béthel de Détroit,.

## Controverses
À l’enterrement de Whitney Houston le 18 février 2012, Aretha annule sa venue en raison de spasmes à la jambe. La chanteuse Dionne Warwick fera remarquer l’absence d’Aretha en direct pendant la cérémonie. Une guerre médiatique est alors lancée entre les deux artistes,,.
Aretha Franklin est connue pour ses rivalités avec un certain nombre de ses pairs notamment Barbra Streisand, Roberta Flack, Gladys Knight, Diana Ross, Luther Vandross et Tina Turner,,.
En 1976, Natalie Cole sort le titre This Will Be. La chanson, d’abord proposée à Aretha, est finalement enregistrée par Natalie Cole, fille de Nat King Cole. La chanson devient un succès mondial. Fortement influencée par Aretha, Natalie Cole remporte le Grammy Awards de la meilleure performance féminine R&B qu’Aretha avait gagné jusqu'ici tous les ans pendant 8 ans. L'étiquette de « nouvelle Aretha Franklin » donnée par la presse à Natalie Cole entraîna une rivalité entre les deux chanteuses,,.
Aretha souffre de troubles alimentaires depuis la mort de sa mère à l’âge de dix ans. Ses prises de poids à répétition sont vivement relayées dans les medias. En 2011, après un hommage rendu aux Grammy Awards, Aretha apparaît très amincie. Elle reconnaîtra à la journaliste Wendy Williams avoir perdu 85 livres (environ 40 kilos),,.
Lors de la 50e cérémonie des Grammy Awards le 10 février 2008, la chanteuse Beyoncé prend la parole pour présenter Tina Turner. À la fin d'un magnéto où elle cite entre autres Aretha, Beyoncé déclare qu'« il existe une légende qui possède l'essence de tout : du glamour, de la soul, de la passion, de la force, du talent. Mesdames et messieurs… levez-vous pour la reine ! ». L'agent d'Aretha rapporte après la cérémonie sa réaction : « Je ne sais pas exactement qui, des auteurs des Grammys ou de Beyoncé, j'ai froissé […], mais c'est un élément propre à créer la polémique ». Quelque temps plus tard, Aretha reconnaitra cependant être une grande admiratrice de Beyoncé,.
En 2014, David Ritz, avec qui Aretha avait coécrit son autobiographie, publie Respect: The Life Of Aretha Franklin. Aretha déclare alors : « Comme beaucoup d'entre vous le savent, un livre poubelle, rempli de mensonges à mon sujet vient de sortir… Les actions [de son auteur] sont évidemment vindicatives — cherchant à se venger d'avoir supprimé certains passages délirants qu'il voulait inclure dans mon livre il y a 15 ans. Il est évident qu'il m'en veut depuis ». Le livre revient sur ses premières grossesses, sur la personnalité de son père et de sa mère, sur ses rivalités avec ses pairs, sur sa grande timidité, sa jalousie, sur ses excès de diva, sa boulimie, ses dépressions ou encore sur son addiction à l'alcool. David Ritz reproche à Aretha d'avoir cherché à peindre dans les médias une vie idyllique en omettant les épreuves et moments douloureux de sa propre vie,,.
À la suite du décès d'Aretha Franklin, le président Donald Trump déclare qu'il la connaissait bien et qu'elle avait travaillé pour lui à plusieurs reprises. Cette déclaration fait réagir — beaucoup rappellent qu'Aretha Franklin avait refusé de chanter à la cérémonie d'investiture de Donald Trump. Il voulait en effet qu'elle chante pour « réconcilier le pays » après son élection mais elle avait alors déclaré qu'aucune somme d'argent ne pouvait la convaincre de venir jouer pour lui,.
Lors des MTV Video Music Awards en 2018, Madonna est invitée pour rendre hommage à Aretha. L'hommage jugé mégalomane oblige Madonna à réagir à la polémique. Elle déclare : « On m'a demandé de présenter le prix de la vidéo de l'année ! Puis on m'a demandé de partager des anecdotes dans ma carrière liées à Aretha Franklin ! J'ai évoqué une étape sur ma route et j'ai remercié Aretha de m'avoir inspirée. Je n'ai pas voulu lui rendre un hommage ! Je n'aurais pas pu lui rendre justice dans ce contexte. Hélas les gens ont une capacité d'attention limitée, et ils jugent rapidement. J'adore Aretha ! ».

## Distinctions
Aretha Franklin a remporté 18 Grammy Awards et été nommée à 44 reprises en quarante-cinq ans de carrière et 1 Dove Awards. Elle détient toujours le record de la meilleure prestation vocale féminine R&B (Best Female R&B Vocal Performance) avec 11 victoires (dont 8 victoires consécutives de 1968-1975).

### Grammy Awards
| Année | Catégorie                              | Genre   | Titre                                                |
| ----- | -------------------------------------- | ------- | ---------------------------------------------------- |
| 1968  | Best Rhythm And Blues Recording        | R&B     | Respect                                              |
| 1968  | Best Female R&B Vocal Performance      | R&B     | Respect                                              |
| 1969  | Best Female R&B Vocal Performance      | R&B     | Chain of Fools                                       |
| 1970  | Best Female R&B Vocal Performance      | R&B     | Share Your Love with Me (en)                         |
| 1971  | Best Female R&B Vocal Performance      | R&B     | Don't Play That Song (You Lied)                      |
| 1972  | Best Female R&B Vocal Performance      | R&B     | Bridge over Troubled Water                           |
| 1973  | Best Female R&B Vocal Performance      | R&B     | Young, Gifted and Black (en)                         |
| 1973  | Best Soul Gospel Performance           | Gospel  | Amazing Grace                                        |
| 1974  | Best Female R&B Vocal Performance      | R&B     | Master of Eyes                                       |
| 1975  | Best Female R&B Vocal Performance      | R&B     | Ain't Nothing Like the Real Thing (en)               |
| 1982  | Best Female R&B Vocal Performance      | R&B     | Hold On, I'm Comin'                                  |
| 1986  | Best Female R&B Vocal Performance      | R&B     | Freeway of Love                                      |
| 1988  | Best Female R&B Vocal Performance      | R&B     | Aretha                                               |
| 1988  | Best R&B Vocal By Duo Or Group         | R&B     | I Knew You Were Waiting (For Me) avec George Michael |
| 1991  | Legend Award                           | General | --                                                   |
| 2004  | Best Traditional R&B Vocal Performance | R&B     | Wonderful                                            |
| 2006  | Best Traditional R&B Vocal Performance | R&B     | A House Is Not a Home (en)                           |

### Honneurs

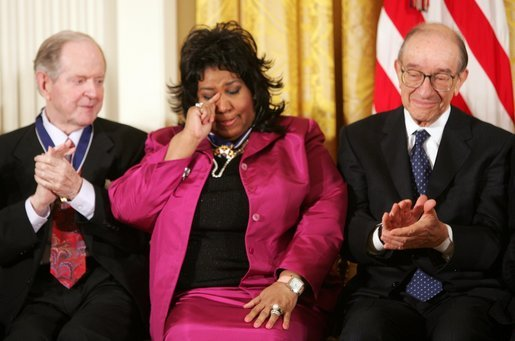
Aretha Franklin (au centre), Robert Conquest (à gauche) et Alan Greenspan recevant la médaille présidentielle de la Liberté à la Maison-Blanche en 2005.

- En 1979, elle reçoit son étoile sur le Hollywood Walk of Fame[200]
- En 1985, sa voix est déclarée « ressource naturelle » par l’État du Michigan[201]
- En 1987, elle devient la première femme à être intronisée au Rock and Roll Hall of Fame[149]
- En 1991, la National Academy of Recording Arts and Sciences lui décerne un Grammy Legend Award[202]
- En 1994, elle reçoit le Grammy Lifetime Achievement Award[202]
- En 1994, elle est honorée par le Kennedy Center[203]
- En 1997, elle est intronisée au NAACP Image Awards Hall Of Fame[204].
- En 1999, Bill Clinton lui décerne la National Medal of Arts[205]
- En 2005, George W. Bush lui présente la médaille présidentielle de la Liberté[206]
- En 2005, elle est la deuxième femme à être intronisée au UK Music Hall of Fame[150]
- En 2005, elle est intronisée au Michigan Rock and Roll Legends Hall of Fame[207]
- En 2008, elle est MusiCares Person of the Year en 2008 avec Michael Jackson[208]
- En 2008, le NAACP lui remet l'Image Awards Vanguard Award[204]
- En 2010, elle est classée première sur la liste des « 100 plus grands chanteurs de tous les temps » du magazine Rolling Stone et neuvième sur la liste des « 100 plus grands artistes de tous les temps »[209],[210].
- En 2010, un astéroïde, (249516) Aretha, est nommé en son honneur[211].
- En 2011, la cérémonie des Grammys rend hommage à la chanteuse avec un medley de ses classiques avec Christina Aguilera, Florence Welch, Jennifer Hudson, Martina McBride et Yolanda Adams[212]
- En 2011, elle est classée 19e parmi les 100 meilleurs artistes de tous les temps du Billboard Hot[213]

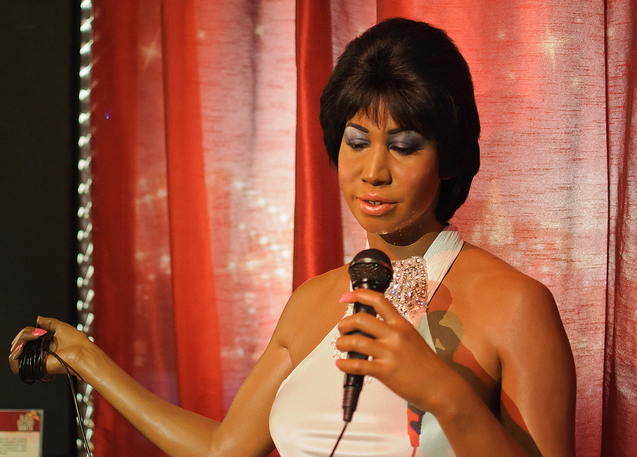
Figure de cire d'Aretha Franklin visible au musée Madame Tussauds de New York (2012).

- En 2012, elle est intronisée au GMA Gospel Music Hall of Fame pour être « la voix du mouvement des droits civiques, la voix de l'Amérique noire » et un « symbole de l'égalité des Noirs »[214]
- En 2002 et 2012, elle est placée en tête du classement « Women Who Rock : 50 meilleurs albums de tous les temps » avec son disque I Never Loved a Man the Way I Love You. Elle arrive première devant Blue de Joni Mitchell et Dusty In Memphis de Dusty Springfield[215].
- En 2015, Billboard la nomme plus grande artiste féminine R&B de tous les temps[216].
- Le 8 juin 2017, la ville de Détroit l'honore en rebaptisant une partie de Madison Street, entre les rues Brush et Witherell Aretha Franklin Way[217].
- Le 29 janvier 2018, Gary Graff confirme que Jennifer Hudson joue Aretha Franklin dans un prochain biopic prévu pour fin 2020[218].
- En 2018, elle entre au Memphis Music Hall of Fame[219].
- En 2018, les American Music Awards lui rendent hommage dans un medley gospel incluant Gladys Knight, Donnie McClurkin, Ledisi, Cece Winans, et Mary Mary[220].
- Le 13 janvier 2019, un concert hommage, Aretha! A Grammy Celebration for the Queen of Soul, a lieu au Shrine Auditorium à Los Angeles. Smokey Robinson, Barbra Streisand, Janelle Monáe, Alicia Keys, John Legend, Kelly Clarkson, Celine Dion, Alessia Cara, Patti LaBelle, Jennifer Hudson, Chloe x Halle, H.E.R., SZA, Brandi Carlile, Yolanda Adams et Shirley Caesar participent au concert[221],[222].
- En 2019, Fantasia Barrino-Taylor, Andra Day et Yolanda Adams chantent A Natural Woman (You Make Me Feel Like) lors de la 61e cérémonie des Grammy Awards[223].
- En 2019, elle est lauréate du prix Pulitzer à titre posthume « [pour] sa contribution indélébile à la musique et à la culture américaines pendant plus de cinq décennies ». Aretha est la première femme à recevoir une mention spéciale du prix Pulitzer[224].
- Le 2 septembre 2019, le département de la Seine-Saint-Denis ouvre un collège Aretha-Franklin dans la commune de Drancy[225].
- En 2020, National Geographic annonce la diffusion d'une série de 12 épisodes Genius: Aretha dans le courant de l'année avec Cynthia Erivo dans le rôle d'Aretha Franklin. La série retrace la carrière et la vie de la chanteuse[226],[227].
- En 2020, elle est inscrite au National Women's Hall of Fame[228].
- En 2024, la Ville de Paris attribue son nom au parc Aretha-Franklin, dans le 20e arrondissement de la capitale[229].

### Records et héritage musical
L'influence d'Aretha Franklin sur la musique contemporaine est très importante.
- Sur le R&B/Soul contemporain en inspirant Lauryn Hill, Adele, Amy Winehouse, Beyoncé, Mary J. Blige, Alicia Keys, Jennifer Hudson, Erykah Badu, Janelle Monae, Duffy et Bruno Mars[231],[232],[233]
- Sur la musique électronique et la dance music avec David Mancuso, Larry Levan, Frankie Knuckles, Black Box, C+C Music Factory, Zeds Dead, Jauz, Mura Masa, Romare, Floorplan et Robert Hood[234]
- Sur le rap avec Kanye West, Fugees, Jay-Z , Meek Mill, OutKast, Onyx, Mos Def, Styles P, Dr. Dre, Roxanne Shanté, Rapsody, Public Enemy, Cam'ron, T.I., A Tribe Called Quest, Yasiin Bey, Mobb Deep, P.Diddy[235],[236],[237]
- Sur la musique country avec Dolly Parton, Tammy Wynette, Kitty Wells, Kenny Rogers, Clint Black, Chris Stapleton, Trisha Yearwood[238]
- Sur le disco des années 1970 avec Donna Summer, Gloria Gaynor, The Pointer Sisters, Martha Wash et Loleatta Holloway[234]
- Sur le rock des années 1970 avec Queen, Elton John, Carole King, The Rolling Stones et Paul McCartney[231],[232]
- Sur la pop des années 1980 avec Annie Lennox, George Michael, Luther Vandross, Madonna, Prince et Michael Jackson[231],[239]
- Sur les chanteuses à voix des années 1990 et l'utilisation du mélisme avec Mariah Carey, Whitney Houston et Celine Dion[231],[239],[240]
- Sur la musique pop des années 2000-2010 avec Lady Gaga, Christina Aguilera, Britney Spears, Norah Jones, Justin Timberlake, Justin Bieber, Shawn Mendes et Ariana Grande[241],[231],[239]

| Classement | Décerné par...             | Titre                                                 | Récompensé                                         | Date |
| ---------- | -------------------------- | ----------------------------------------------------- | -------------------------------------------------- | ---- |
| 1          | Rolling Stone              | 200 plus grands chanteurs de tous les temps           | Aretha Franklin                                    | 2023 |
| 1          | Rolling Stone              | 100 plus grands chanteurs de tous les temps           | Aretha Franklin                                    | 2010 |
| 1          | Rolling Stone              | Women in Rock: 50 Essential Albums                    | I Never Loved A Man (The Way I Love You) (album)   | 2012 |
| 1          | Rock and Roll Hall of Fame | Femmes intronisées                                    | Aretha Franklin                                    | 1987 |
| 1          | TIME                       | Femmes noires à faire la une du TIME                  | Aretha Franklin                                    | 1968 |
| 1          | Billboard                  | Plus grandes artistes féminines R&B de tous les temps | Aretha Franklin                                    | 2011 |
| 1          | New Musical Express        | 150 meilleures chansons de tous les temps             | I Say A Little Prayer                              | 1987 |
| 1          | YouGov                     | Artistes féminines préférées des Américains           | Aretha Franklin                                    | 2018 |
| 1          | YouGov                     | Artistes soul/funk préférés aux États-Unis            | Aretha Franklin                                    | 2020 |
| 2          | YouGov                     | Artistes soul/funk les plus connus aux États-Unis     | Aretha Franklin                                    | 2020 |
| 2          | UK Music Hall of Fame      | Femmes intronisées                                    | Aretha Franklin                                    | 2005 |
| 5          | Rolling Stone              | 500 plus grandes chansons de tous les temps           | Respect                                            | 2017 |
| 9          | Rolling Stone              | 100 plus grands artistes de tous les temps            | Aretha Franklin                                    | 2010 |
| 13         | Rolling Stone              | 500 plus grands albums de tous les temps              | I Never Loved A Man (The Way I Love You) (album)   | 2020 |
| 15         | Pitchfork Media            | 200 plus grandes chansons de tous les temps           | Think                                              | 2006 |
| 19         | Billboard                  | Plus grands artistes de tous les temps                | Aretha Franklin                                    | 2011 |
| 20         | Acclaimedmusic             | 1000 plus grands artistes de tous les temps           | Aretha Franklin                                    | -    |
| 27         | VH1                        | 100 plus grands artistes de tous les temps            | Aretha Franklin                                    | 2010 |
| 30         | VH1                        | Plus grands albums de tous les temps                  | I Never Loved a Man the Way I Love You (album)     | 2001 |
| 35         | Rolling Stone              | 50 meilleurs albums live de tous les temps            | "Live at Fillmore West’"                           | 2015 |
| 41         | VH1                        | Plus grands albums de tous les temps                  | Lady Soul (album)                                  | 2001 |
| 75         | Rolling Stone              | 500 plus grands albums de tous les temps              | Lady Soul (album)                                  | 2020 |
| 76         | VH1                        | Plus grands albums de tous les temps                  | Young, Gifted & Black (album)                      | 2001 |
| 83         | Rolling Stone Magazine     | 500 plus grands albums de tous les temps              | I Never Loved A Man (The Way I Love You) (album)   | 2003 |
| 84         | Rolling Stone Magazine     | 500 plus grands albums de tous les temps              | Lady Soul (album)                                  | 2003 |
| 133        | Pitchfork Media            | 200 meilleurs albums des années 1960                  | Aretha Now (album)                                 | -    |
| 154        | Rolling Stone              | 500 plus grands albums de tous les temps              | Amazing Grace (album)                              | 2020 |
| 186        | Rolling Stone              | 500 plus grandes chansons de tous les temps           | I Never Loved A Man (The Way I Love You) (chanson) | 2017 |
| 248        | Rolling Stone              | 500 plus grandes chansons de tous les temps           | Chain of Fools                                     | 2017 |
| 388        | Rolling Stone Magazine     | 500 plus grands albums de tous les temps              | Young, Gifted & Black (album)                      | 2020 |
| 473        | Rolling Stone              | 500 plus grandes chansons de tous les temps           | Do Right Man Do Right Woman                        | 2017 |

En 2002, la Bibliothèque du Congrès ajoute Respect d'Aretha Franklin au National Recording Registry. Respect est incluse dans la liste des « chansons du siècle » par the Recording Industry of America et le National Endowment for the Arts.
I Never Loved a Man the Way I Love You (album) est incluse dans les 1001 Albums You Must Hear Before You Die (2005) et 1,000 Recordings to Hear Before You Die (2008).
L'institut de sondage YouGov estime qu'Aretha Franklin est aux États-Unis l'artiste de musique soul et funk la plus populaire et la deuxième plus célèbre derrière Stevie Wonder. Aretha Franklin est décrite par ses fans comme : grande interprète, talentueuse, légendaire, divertissante et étonnante. Elle récolte 74% d'opinions positifs, 4% d'opinions négatifs et 14% d'opinions neutres. 93% des sondés ont déjà entendu parler d'Aretha Franklin. Avec 40% d'opinions positives, Aretha Franklin est plus populaire parmi les baby-boomers que parmi les autres groupes d'âge. Avec 52% d'avis positifs, Aretha Franklin est plus populaire chez les femmes que chez les hommes.

### Bilan auBillboard
Aretha Franklin est classée première des chanteuses ayant le plus grand nombre de succès dans les hit-parades de l'ère du rock (1955-2012). Elle classe 112 singles au Billboard — 77 entrées au Billboard Hot 100, 17 titres dans le top 10 pop, 100 titres au Billboard R&B dont 20 titres numéros 1. En nombre de semaines cumulées, Aretha est la cinquième artiste féminine ayant le plus de succès au Billboard 200 avec un total de 995 semaines cumulées derrière Adele, Madonna, Barbra Streisand et Taylor Swift.
En 2020 avec la parution d'une version solo de la chanson Never Gonna Break My Faith, Aretha Franklin classe officiellement une chanson numéro 1 par décennie depuis les années 1960.
Bilans dans les top 10 Pop et R&B :

#### Hot R&B/Hip-Hop Songs
- No 1 : Respect (1967) ; I Never Loved a Man (the Way I Love You) (1967) ; Baby, I Love You (1967) ; Chain of Fools (1967) ; (Sweet Sweet Baby) Since You've Been Gone (1968) ; Think (1968) ; Share Your Love with Me (1969) ; Call Me (1970) ; Don't Play That Song (You Lied) (1970) ; Bridge Over Troubled Water (1971) ; Spanish Harlem (1971) ; Day Dreaming (1972) ; Angel (1973) ; Until You Come Back to Me (That's What I'm Gonna Do) (1973) ; I'm in Love (1974) ; Something He Can Feel (1976) ; Break It to Me Gently (1977) ; Jump to It (1982) ; Get It Right (1983) ; Freeway of Love (1985)
- No 2 : (You Make Me Feel Like) A Natural Woman (1967) ; The House That Jack Built (1968) ; Rock Steady (1971) ; Who's Zoomin' Who (1985) ; Jimmy Lee (1986)
- No 3 : I Say a Little Prayer (1968) ; The Weight (1969) ; I Can't See Myself Leaving You (1969) ; Spirit in the Dark (1970) ; The Thrill Is Gone (1970) ; You're All I Need to Get By (1971) ; United Together (1980)
- No 5 : Eleanor Rigby (1969) ; Border Song (Holy Moses) (1970) ; It Isn't, It Wasn't, It Ain't Never Gonna Be (1989) ; Willing to Forgive (1994) ; A Rose Is Still a Rose (1998) ; I Knew You Were Waiting (For Me) (1987)
- No 6 : Operation Heartbreak (1961) ; Ain't Nothing Like the Real Thing (1974) ; Without Love (1974) ; Love All the Hurt Away (1981)
- No 7 : Won't Be Long (1960) ; All the King's Horses(1972) ; April Fools (1972) ; Every Girl (Wants My Guy) (1983)
- No 8 :Master of Eyes (The Deepness of Your Eyes) (1973)
- No 9 : Ain't No Way (1968) ; See Saw (1968) ; Oh Me Oh My (I'm a Fool for You Baby) (1971) ; Another Night (1986)
- No 10 : Today I Sing the Blues (1960) ; My Song (1968) ; Look into Your Heart (1977)

#### Billboard Hot 100
- No 1 : Respect (1967) ; I Knew You Were Waiting (For Me) (1987)
- No 2 : Chains of Fools (1967), Spanish Harlem (1971)
- No 3 : Until You Come Back to Me (1973) ; Freeway of Love (1985)
- No 4 : Baby, I Love You (1967)
- No 5 : Since You've Been Gone (1968) ; Day Dreaming (1972)
- No 6 : The House That Jack Built (1968), Bridge Over Troubled Water (1971)
- No 7 : See Saw (1968) ; Think (1968) ; Who's Zoomin' Who (1985)
- No 8: A Natural Woman (1967)
- No 9 : I Never Loved a Man (the Way I Love You) (1967), Rock Steady (1971)
- No 10 : I Say a Little Prayer (1968)

## Discographie
Aretha Franklin a au total enregistré 42 albums studio.

### Albums studio
- 1956 : Songs of Faith (en)
- 1961 : Aretha With Ray Bryant Combo
- 1962 : The Electrifying Aretha Franklin (en)
- 1962 : The Tender, The Moving, The Swinging Aretha Franklin (en)
- 1963 : Laughing on the Outside (en)
- 1964 : Unforgettable: A Tribute to Dinah Washington
- 1964 : Runnin' Out of Fools (en)
- 1965 : Yeah!!! (Aretha Franklin in Person) (en)
- 1966 : Soul Sister (en)
- 1967 : Take It Like You Give It (en)
- 1967 : I Never Loved a Man the Way I Love You (Album classé premier parmi les 50 plus grands albums de tous les temps catégorie « Women who rock » par Rolling Stone Magazine)[264]
- 1967 : Aretha Arrives
- 1967 : Take a Look (en)
- 1968 : Lady Soul
- 1968 : Aretha Now
- 1969 : Once in a Lifetime
- 1969 : Soul '69 (en)
- 1969 : Soft and Beautiful (en)
- 1970 : This Girl's in Love with You (en)
- 1970 : Spirit in the Dark (en)
- 1972 : Young, Gifted and Black (en)
- 1973 : Hey Now Hey (The Other Side of the Sky) (en)
- 1974 : With Everything I Feel in Me (en)
- 1974 : Let Me in Your Life (en)
- 1975 : You (en)
- 1976 : Sparkle (en)
- 1977 : Sweet Passion (en)
- 1978 : Almighty Fire (en)
- 1979 : La Diva (en)
- 1980 : Aretha
- 1981 : Love All the Hurt Away
- 1982 : Jump to It
- 1983 : Get It Right (en)
- 1985 : Who's Zoomin' Who?
- 1986 : Aretha (en)
- 1989 : Through the Storm (en)
- 1991 : What You See Is What You Sweat (en)
- 1998 : A Rose Is Still a Rose (en)
- 2003 : So Damn Happy (en)
- 2008 : This Christmas, Aretha (en)
- 2010 : A Woman Falling Out of Love (en)
- 2014 : Aretha Franklin Sings the Great Diva Classics (en)
- 2017 : A Brand New Me (en)

### Albums live
- 1968 : Aretha in Paris (en)
- 1971 : Aretha Live at the Fillmore West (en)
- 1972 : Amazing Grace (en)
- 1987 : One Lord, One Faith, One Baptism
- 2005 : Don't Fight the Feeling: Live at Fillmore West (with King Curtis)
- 2007 : Oh Me, Oh My: Aretha Live in Philly 1972

### Chiffres de vente
- Aretha a vendu plus de 80 millions de disques[265].
- Aux États-Unis, 14 de ses albums sont certifiés au moins Disque d'Or. Son album Amazing Grace est l'album gospel le plus vendu de l'histoire avec près de 4 millions d'exemplaires vendus[266].
- Avec 504 millions de streams, Respect est la chanson féminine des années 1960 la plus streamée sur Spotify. La chanson s'est vendue depuis sa sortie en 1967 à plus de 11 millions d'exemplaires.
- Avec 494 millions de streams, I Say a Little Prayer est la deuxième chanson féminine des années 1960 la plus streamée sur Spotify. La chanson comptabilise 7,5 millions de ventes.
- Avec 13 420 000 d'exemplaires, I Never Loved a Man the Way I Love You fait partie des 10 albums les plus vendus en 1967.
- Avec 8 955 000 d'exemplaires, Lady Soul figure parmi les 20 albums les plus vendus en 1968.
- Avec 11 300 000 d'exemplaires, Aretha Now figure parmi les 10 albums les plus populaires de 1968.

## Filmographie
- 1980 : The Blues Brothers
- 1998 : Blues Brothers 2000
- 2000 : Immaculate Funk (documentaire)
- 2003 : Tom Dowd & the Language of Music (en) (documentaire)
- 2003 : Singing in the Shadow: The Children of Rock Royalty (documentaire)
- 2019 : Amazing Grace (en) (documentaire by Sydney Pollack)

## Postérité

### Soutien à Black Lives Matter
En 2020, une version solo de son duo avec Mary J. Blige Never Gonna Break My Faith est publiée. La chanson est accompagnée d'un vidéoclip montrant les protestations de l'époque des droits civiques jusqu'à aujourd'hui. La chanson est publiée en soutien au mouvement Black Lives Matter et en réponse au meurtre de George Floyd à Minneapolis. Elle y chante :

« My Lord, won’t you help them to understand when someone takes the life of an innocent man well they've never really won, cuz all they've really done is set the soul free — where it's supposed to be.

Seigneur, ne les aiderez-vous pas à comprendre que lorsqu'ils retirent la vie d'un homme innocent, ils n'ont jamais vraiment gagné, car tout ce qu'ils ont vraiment fait, c'est libérer son âme — là où elle est censée être. »

### Reprises
Ses chansons sont régulièrement interprétées dans les émissions The Voice du monde entier. Ses chansons les plus reprises sont Respect, (You Make Me Feel Like) A Natural Woman, I Say a Little Prayer, Ain't No Way, Chain of Fools et Think.
The Divaz participe à la compétition Destination Eurovision en 2019 avec la chanson La Voix d'Aretha. Le groupe perd en final, le public ayant plébiscité Bilal Hassani.

### Influence musicale
Jean-Jacques Goldman dit que c'est grâce à la chanson Think d'Aretha Franklin qu'il a décidé de devenir chanteur, et la chanteuse Adele la présente comme sa chanteuse préférée.

### Au cinéma et à la télévision
En 2021, National Geographic lui consacre sa troisième saison de la série Genius, succédant à Albert Einstein et Pablo Picasso. La chanteuse est interprétée par Cynthia Erivo.
La même année sort le film biographique Respect, avec Jennifer Hudson dans le rôle d'Aretha.